# Таращук, Пётр Всеволодович
Таращук, Петро Всеволодович (22 июня 1956, Винница) — украинский переводчик, публицист, член Национального союза писателей Украины, лауреат Литературной премии имени Григория Сковороды (Франция).

## Из биографии
Петро Таращук родился 22 июня 1956 года в Виннице. Учился в Киевском медицинском училище № 2, Киевском институте физкультуры, но из обоих учебных заведений ушёл по собственному желанию, позже служил в армии (1977—1979), был электриком на атомных ракетоносцах, интенсивно изучал иностранные языки.
После армии учился в Киевском пединституте, откуда в 1982 году отчислен за чтение книги Солженицына «Архипелаг ГУЛАГ». В 1989 году окончил Киевский университет имени Тараса Шевченко по специальности «Украинская филология».
После окончания университета работал научным сотрудником Государственного музея Тараса Шевченко, потом редактором издательства «Днипро».
Ещё на старших курсах начал заниматься литературной деятельностью. Первый его перевод с английского был опубликован в 1988 году. С 1993 года занимается исключительно творческой деятельностью.
Член Национального союза писателей Украины (1988).

## Переводческая деятельность
«Что легче — написать хороший текст или достойно перевести его? Кто знает… Иногда кажется, что мировые писатели еле успевают писать для Петра Таращука: на его „боевом счету“ более 90 переводов, и ни за один ему пока что не пришлось краснеть», — так отозвалась о творчестве Таращука писательница Люко Дашвар.
Петро Таращук перевёл на украинский язык произведения таких известных зарубежных писателей как Э. Смит, А. Тойнби, Й. Шумпетер, Р. Л. Стивенсон, Б. Рассел, З. Фрейд, А. Камю, С. Цвейг, Л.-Ф.Селин, Ф. Ницше, Ф. Кафка, Э. Ионеско, С. Лем, Б. Виан и других.
Интерпретировал на украинском языке ряд научных трудов: «Историю западной философии» Б. Рассела, «Национальную идентичность» Э. Смита, «Введение в психоанализ» З. Фрейда, «Сексуальную политику» К. Милета, многие произведения  А. Тойнби, Й. Шумпетера и др.
Пьеса Камю «Калигула» в переводе Таращука была поставлена на сцене нескольких театров Украины.
Больше всего Таращук переводит с английского, французского и немецкого языков.
Критики отмечают, что Петро Таращук до нюансов понимает оригинал, использует новейшие принципы переводческой теории и практики. Говорят о его системности при выборе работ для перевода, переводческой культуре, высоких требованиях в подборе нужного слова. В переводах ему удаётся сохранить стилистическую особенность оригинала — перевод читается легко, язык звучит по современному. Количество переведенных Таращуком произведений зарубежных писателей уже приближается к ста.
В 2010 году Петро Таращук получил премию Григория Сковороды — награду Посольства Франции на Украине за лучший перевод с французского языка на украинский произведений Сэмюэля Беккета «Малон умирает. Несказанный» (Юніверс, 2009) и Антуана де Сент-Экзюпери «Цитадель» (Издательство Жупанского, 2010).

### С французского языка

Почти все эти книги - переводы Петра Таращука